# 上白石镇
上白石镇，是中华人民共和国福建省宁德市福安市下辖的一个乡镇级行政单位。

## 行政区划
上白石镇下辖以下地区：
白石社区、上白石村、流尾村、前洋村、沙坑村、园潭村、不老村、里垄坑村、坪庄村、山头境村、郑家山村、东峰村、佳浆村、白石坂村、财洪村、南山头村、松茂林村、曹洋村、西园村、小洋村、坑尾村和姜家山村。